# Rondeletia diplocalyx
Rondeletia diplocalyx är en måreväxtart som beskrevs av Ignatz Urban. Rondeletia diplocalyx ingår i släktet Rondeletia och familjen måreväxter. Inga underarter finns listade i Catalogue of Life.